# Magnitka
Magnitka (Магни́тка) est une commune urbaine de Russie du raïon de Koussa dans l'oblast de Tcheliabinsk. C'est le centre administratif de la municipalité du même nom. Sa population est en nette diminution d'année en année.

## Géographie
Le bourg est situé dans l'Oural du Sud au bord de la rivière Koussa à la confluence de la rivière Magnitka, à 17 km au nord de Zlatooust et à 160 km à vol d'oiseau de Tcheliabinsk.
Il se trouve non loin du parc national de Taganaï. Le chemin écologique Tous Taganaï en 600 pas commence à proximité (Roche noire) sur plus d'1,5 km. Le chemin se termine par des plates-formes d'observation organisées avec vue sur les sommets de Taganaï (mont Dvouglavaïa Sopka, crête d'Otkliknoï, mont Krouglitsa, monts Sredny Taganaï et Maly Taganaï, Alexandrovskaïa Sopka). L'itinéraire fonctionne toute l'année.

## Histoire
La colonie a été formée en 1808 pour fournir du minerai à l'usine de Koussa, cependant, en raison de son infusibilité, elle a été réorientée vers l'approvisionnement en bois de chauffage et en charbon.
Le village a reçu le statut de commune urbaine en 1938.
Pendant la Grande Guerre patriotique, le gisement de minerais Magnitnoïe de titanomagnétite à proximité du village était le plus important d'URSS,, et même au XXIe siècle, toutes les réserves explorées n'ont pas été encore développées; il contient aussi du vanadium et du bore (tourmaline).
L'exploitation minière dans la zone a atteint son apogée dans les années 1950, lorsque l'exploitation minière était effectuée à la fois sous terre et à ciel ouvert. Après cela, la production a régulièrement diminué, et a finalement été arrêtée vers 1970 lorsque les gisements de minerai souterrains se sont trouvés épuisés en grande partie et vers la fin des années 1980 également dans les mines à ciel ouvert. Dans le même temps, la population de la commune n'a cessé de baisser jusqu'à ce jour.

## Population
Recensements (*) ou estimations de la population
| 1959   | 1970*  | 1979* | 1989* |
| ------ | ------ | ----- | ----- |
| 16 212 | 10 990 | 8 601 | 7 198 |

| 2002* | 2006  | 2010* | 2012  |
| ----- | ----- | ----- | ----- |
| 5 826 | 5 337 | 5 170 | 5 099 |

| 2013  | 2016  | 2019  | 2021  |
| ----- | ----- | ----- | ----- |
| 4 986 | 4 831 | 4 656 | 3 893 |

## Économie
L'on extrait du titanomagnétite. Une usine d'agglomération dépendant de l'usine électrométallurgique de Tcheliabinsk (ЧЭМК) y fonctionne.